# Malope malacoides
Malope malacoides är en malvaväxtart. Malope malacoides ingår i släktet praktmalvor, och familjen malvaväxter.

## Underarter
Arten delas in i följande underarter:
- M. m. asterotricha
- M. m. laevigata
- M. m. malacoides
- M. m. stellipilis
- M. m. stipulacea
- M. m. tripartita